# Груповий шлюб
Груповий шлюб або спільний шлюб — шлюбна домовленість, за якої троє або більше дорослих вступають у сексуальні, афективні, романтичні чи інші інтимні коротко- чи довготермінові партнерства, а також спільно використовують будь-яке поєднання фінансів, проживання, догляду чи родинної роботи. Груповий шлюб вважається формою полігамії. У той час як в академічному вживанні груповий шлюб традиційно розглядається як шлюбна домовленість, останній час розширює цю концепцію, дозволяючи включати нешлюбні союзи. Розмовне вживання групового шлюбу також асоціюється з поліаморними та поліаморними сім'ями.

## Класифікація
Залежно від сексуальної орієнтації залучених осіб, усі дорослі в груповому шлюбі можуть бути сексуальними партнерами всіх інших, з ким вони сумісні. Наприклад, якщо всі члени є гетеросексуальними, усі жінки можуть мати сексуальні стосунки з усіма чоловіками. Якщо учасники є бісексуалами або пансексуалами, вони можуть мати сексуальні стосунки з будь-якою статтю.
Груповий шлюб передбачає тверде зобов'язання бути «вірними», займаючись сексом лише в групі та маючи намір залишатися разом протягом тривалого періоду. Група може бути відкритою для нових партнерів, але тільки якщо всі члени сім'ї погодяться прийняти нову особу як партнера. Потім нова особа переїжджає в сім'ю і стає рівноправним членом сім'ї.
Найбільш поширеною формою групового шлюбу є тріада двох жінок і одного чоловіка або рідше двох чоловіків і однієї жінки.

## Юридичні аспекти
У більшості країн встановлення сексуальних стосунків між трьома або більше людьми (іноді це стосується законів проти гомосексуалізму) є незаконним, хоча такі форми стосунків ризикують суперечити державним або місцевим постановам, які забороняють неодружене співжиття. Жодна західна країна не дозволяє законний шлюб між більш ніж двома людьми. Вони також не надають сильного та рівного правового захисту (наприклад, прав щодо дітей) неодруженим партнерам — правовий режим не можна порівняти з тим, що застосовується до подружніх пар. Відповідно до закону, особи, які перебувають у поліамурних стосунках, нічим не відрізняються від людей, які живуть разом або зустрічаються за інших обставин.

## Неєвропейські культури
- У стародавніх гавайців відносини пуналуа включали в себе «той факт, що два або більше брата зі своїми дружинами або дві або більше сестер зі своїми чоловіками були схильні володіти один одним спільно».[4] Фрідріх Ратцель в «Історії людства» у 1896 р. повідомлялося, що на Гаваях своєрідна поліандрія, що зароджується, виникла в результаті додавання до шлюбного звичаю чичисбео, відомого як пуналуа.[5]
- У деяких частинах Меланезії існують «сексуальні стосунки між групою чоловіків, утвореною братами чоловіка, і групою жінок, утвореною сестрами дружини».[6]
- Жінки спільноти Наїр, касти в штаті Керала, Індія, раніше практикували поліандрію.[7]
- Народ тода, що живе на ізольованому плато Нілгірі на півдні Індії, століттями практикував адельфійську поліандрію, але більше цього не робить. Адельфійська поліандрія виникає, коли брати поділяють одну і ту ж дружину чи дружин. Такі порядки до недавнього часу були поширені в гімалайських племенах.[8]
- На Шрі-Ланці сингали у минулому практикували адельфійську поліандрію, але це вже не є звичайним явищем. Головним мотивом, що стоїть за цим, є нерозділений захист багатства. Якщо в сім'ї було сім або менше братів, молодші брати отримували доступ до дружини старшого брата. У сім'ях, де більше семи братів, восьмий брат одружується на новій нареченій. Молодші брати отримують доступ до дружини восьмого брата, але не до старших братів.[9]
- Шлюби між парами аляскинських юпиків укладалися до початку ХХ століття, коли християнські місіонери припинили цю практику. Груповий шлюб не був стандартом соціального устрою юпіків, а скоріше добровільною романтичною угодою між усталеними парами.[10]

У Томаса 1906 року наведено такі приклади
- У Північній Америці існує «груповий шлюб, який існує серед племені Омаха… адельфічна полігінія».
- Серед Дієрі з Австралії існують форми спільного подружжя, відомі як піррауру, у двох категоріях «відповідно до того, чи має чоловік дружину типпа-малку чи ні. У першому випадку це в поєднанні з типпа-малку шлюб, випадок двосторонньої різнорідної адельфічного (М. і Ф.) багатоженства. В останньому випадку це різнорідна адельфічна (племінна) поліандрія». Піррауру-«зв'язок виникає через обмін братами своїми дружинами».
- Серед курнандабурі в Австралії «група чоловіків, які є рідними або племінними братами, об'єднані… груповим шлюбом».
- Серед вакельбура Австралії існує «адельфічна поліандрія».
- Серед курнаї Австралії «неодружені чоловіки мають доступ до дружин своїх братів».

## У сучасній практиці США
Групові шлюби іноді траплялися в громадах, заснованих у ХІХ і ХХ століттях.
Прикладом тривалого існування є спільнота Онейда, заснована Джоном Гемфрі Ноєсом у 1848 році. Ноєс навчав, що він і його послідовники, досягнувши 200 осіб, таким чином пройшли освячення; тобто для них було неможливо згрішити, і що для освячених шлюб (разом з приватною власністю) був скасований як вияв ревнощів і винятковості. Комуна Онейда жила разом, як одна велика група, і поділяла батьківські обов'язки. Будь-яке поєднання чоловіка і жінки в групі могло вільно займатися сексом, як правило, на прохання чоловіка та жінки, і це було звичайною практикою протягом багатьох років. Приблизно в 1879—1881 роках група почала занепадати, зрештою розпавшись після втечі Ноєса з-під арешту. Кілька десятків пар онейданів швидко одружилися традиційним способом.
Комуна Керіста практикувала групові шлюби в Сан-Франциско з 1971 по 1991 рік, називаючи свою версію полівірністю.
Важко оцінити кількість людей, які фактично практикують групові шлюби в сучасних суспільствах, оскільки така форма шлюбу офіційно не визнана чи дозволена в жодній юрисдикції США, а де-юре є незаконною в багатьох. Також не завжди видно, коли люди, які живуть разом, вважають себе груповим шлюбом.

## Зображення в медіа
Груповий шлюб з'являється в деяких романах Роберта Гайнлайна, таких як «Чужинець на чужій землі» (1961), «Місяць — суворий господар» (1966), «Достатньо часу для кохання» (1973) і «Фрайді» (1982). «Чужинець на чужій землі» описує громадську групу, дуже схожу на товариство Онейда. Гайнлайн створив певні типи групових шлюбів для фільмів «Місяць — суворий господар» (лінійний шлюб) і «Фрайді» (S-групи).
У кількох своїх оповіданнях із циклу Гайніш (цикл почався в 1964 році) Урсула Ле Гуїн описує тип шлюбу чотирьох осіб, відомий як седорету, який практикується на планеті О. У такому порядку двоє чоловіків і дві жінки одружені один з одним, але кожен член шлюбу має статеві стосунки лише з одним чоловіком і однією жінкою.
«Пропозиція 31» — роман Роберта Ріммера 1968 року, який розповідає історію двох пар із середнього класу в передмісті Каліфорнії, які приймають структуру стосунків полівірності, щоб впоратися зі своїми численними невірностями, як раціоналістичну альтернативу розлученню. У книзі вирішенням проблем подружніх пар із подружньою зрадою та заплідненням дружини однієї пари від чоловіка іншої пари є зобов'язання укласти груповий шлюб, щоб виховувати своїх п'ятьох дітей у домашньому комплексі, де чоловіки чергуються між дружинами.
Ларрі Константін і його законна дружина, на той час Джоан Константін, досліджували і практикували групові шлюби в 1970-х роках. Вони створили організацію «Family Tree» для сприяння здоровим немоногамним сім'ям і спільно написали книгу на цю тему в 1974 році «Груповий шлюб: дослідження сучасного багатостороннього шлюбу» (Collier Books, 1974).
У книзі Джеймса Алана Гарднера «Пильний» (1999) головний герой є частиною групового шлюбу з кількома чоловіками та жінками.
У телевізійному шоу «Каприка» 2010 року кілька головних героїв зображені як особи, що перебувають у шлюбі, що складається з багатьох чоловіків і жінок, і кожен із них є рівним у соціальному та юридичному статусі. Такі шлюби співіснують разом із моногамними шлюбами в цивілізації шоу. Коли його запитали про цей аспект серіалу, один із авторів серіалу Рональд Д. Мур сказав: «З точки зору полігамії, це зазвичай обрамляють у контексті „Великого кохання“ — це один чоловік із багатьма дружинами. Я думав, що в цьому є щось ще більш інтригуюче справжній груповий шлюб, де всі партнери були одружені один з одним. Вони мають набагато ширше визначення того, що таке шлюб, і я вважав, що це захоплююча культурна ідея…».
Четвертий епізод четвертого сезону телевізійного серіалу CBS, «Елементарно», американського процедурного драматичного телесеріалу, який представляє сучасне оновлення персонажа сера Артура Конан Дойла, Шерлока Холмса, зосереджений на групових шлюбах. В епізоді "Усі мої колишні живуть в Ессексі " жертва останньої справи Шерлока Холмса була учасницею групового шлюбу з двома чоловіками, а колись була в іншому груповому шлюбі з п'ятьма іншими людьми.
У серії романів «Експансія» Джеймса С. А. Корі, яка розпочалася в 2011 році, зображено кілька різних групових шлюбів, наприклад шлюб із вісьмома батьками головного героя Джеймса Голдена. Їхній шлюб складається з однієї гетеросексуальної пари, однієї гомосексуальної пари та однієї поліамарної групи з чотирьох осіб. Їхній октет в основному існує для того, щоб використовувати лазівку в податковому кодексі, яка дозволяє їм володіти двадцятьма двома акрами сільськогосподарських угідь. Групові шлюби також описані як поширені на Марсі і в поясі астероїдів.
У романі Іена Дугласа «Європейський удар» один із персонажів POV згадує пару нетрадиційних шлюбів, у тому числі трьох чоловіків і одного чоловіка з двома жінками. Це випадкові згадки, хоча вони є визнаною частиною всесвіту книги, оскільки існування нетрадиційних шлюбних практик згадувалося в попередніх книгах трилогії «Спадщина».